# Maass-formák
A matematikában a Maass-forma vagy Maass-hullámforma egy, a komplex számok felső félsíkján értelmezett függvény, ami moduláris formaként transzformálódik. Elsőként Hans Maass tanulmányozta őket.(Maass 1949)

## Definíció
Legyen k félegész szám, s komplex szám, és Γ SL2(R) diszkrét részcsoportja. A Γ k súlyú Maass-formája az s Laplace-sajátértékkel egy, a komplex számok felső félsíkjáról a komplex számokba képező függvény, amire a következők teljesülnek:
- Minden {\displaystyle \gamma =\left({\begin{smallmatrix}a&b\\c&d\end{smallmatrix}}\right)\in \Gamma }-ra, és minden {\displaystyle \tau \in \mathbb {H} }-ra {\displaystyle f\left({\frac {a\tau +b}{c\tau +d}}\right)=(c\tau +d)^{k}f(\tau )}.
- {\displaystyle \Delta _{k}f=sf}, ahol {\displaystyle \Delta _{k}} a k súlyú hiperbolikus Laplace-szerűen definiált {\displaystyle \Delta _{k}=-y^{2}\left({\frac {\partial ^{2}}{\partial x^{2}}}+{\frac {\partial ^{2}}{\partial y^{2}}}\right)iky\left({\frac {\partial }{\partial x}}+i{\frac {\partial }{\partial y}}\right)}.
- Az f függvény legfeljebb polinomiálisan nő a belső csúcsokban.

A gyenge Maass-forma hasonlóan definiálható, de a harmadik pont helyett a következő teljesül: Az f függvény a belső csúcsokban legfeljebb lineáris exponenciálisan nő. Továbbá f harmonikus, ha a Laplace-operátor megsemmisíti.

## Fordítás
- Ez a szócikk részben vagy egészben  a   Maass wave form című angol Wikipédia-szócikk fordításán alapul.  Az eredeti cikk szerkesztőit annak laptörténete sorolja fel. Ez a jelzés csupán a megfogalmazás eredetét és a szerzői jogokat jelzi, nem szolgál a cikkben szereplő információk forrásmegjelöléseként.